# المتحدث الرسمي باسم وزارة الخارجية الأمريكية
المتحدث الرسمي باسم وزارة الخارجية الأمريكية هو مسؤول حكومي أمريكي، تتمثل مسؤوليته الأساسية في العمل بصفة ناطق رسمي لوزارة الخارجية الأمريكية والسياسات الخارجية لحكومة الولايات المتحدة..
{.منذ عام 2011، كان منصب مساعد وزير الخارجية ومنصب المتحدث الرسمي باسم وزارة الخارجية وظيفتين منفصلتين يشغلهما شخصان مختلفان. وفي أواخر عام 2015، دُمج الدوران مرة أخرى بتعيين المتحدث الرسمي جون كيربي بمنصب مساعد الوزير للشؤون العامة.

## المسؤوليات
المتحدث الرسمي باسم وزارة الخارجية مسؤول عن تبليغ ما يدور حول سياسة الولايات المتحدة الخارجية إلى وسائل الإعلام الأمريكية والأجنبية، عادةً في مؤتمر صحفي يومي. تتضمن الإحاطة الصحفية اليومية عادةً ملخصًا لجدول أعمال وزير الخارجية، ورحلات العمل المجدوله للوزير، أو للرئيس، أو غيرهما من المسؤولين البارزين في وزارة الخارجية بما في ذلك وكيل وزارة الخارجية الأمريكية ومساعد وزير الخارجية الأمريكي، كما تتضمن الإحاطة نقل ردود الفعل الرسمية ومواقف الحكومة الأمريكية بشأن بعض أخبار اليوم، تليها أسئلة وأجوبة مع الصحفيين الذين حضروا الإحاطة. هذا التقليد الذي بدأ خلال فترة عمل جون فوستر دالاس وزيراً للخارجية في الخمسينيات من القرن الماضي، هو الموجز الصحفي اليومي حيث يُسجّل ويتاح للعموم على موقع وزارة الخارجية الإلكتروني.
غالبًا ما يرافق المتحدثُ باسم وزارة الخارجية وزيرَ الخارجية في رحلات العمل للمساعدة في المؤتمرات الصحفية.

## قائمة المتحدثين باسم وزارة الخارجية
| الفترة    | المتحدث الرسمي            | رئيس الولايات المتحدة                                   | وزير الخارجية (الولايات المتحدة)                              |
| --------- | ------------------------- | ------------------------------------------------------- | ------------------------------------------------------------- |
| 1927–1945 | ميخائيل جاي ماكديرموت     | كالفين كوليدج، هربرت هوفر، فرانكلين روزفلت، هاري ترومان | فرانك بيلينجز كيلوج، هنري ستيمسون، كورديل هل، إدوارد ستيتنيوس |
| 1945–1948 | روجر تابي                 | هاري ترومان                                             | جيمس بيرنز، جورج مارشال                                       |
| 1955–1963 | لينكولن وايت              | دوايت أيزنهاور، جون كينيدي                              | جون فوستر دالاس، كريستيان هيرتر، دين راسك                     |
| 1964–1973 | روبرت ج. ماكلوسكي         | ليندون جونسون، ريتشارد نيكسون                           | دين راسك، وليام روجرز                                         |
| 1966–1970 | كارل بارتش                | ليندون جونسون، ريتشارد نيكسون                           | دين راسك، وليام روجرز                                         |
| 1974–1976 | روبرت أندرسون (دبلوماسي)  | جيرالد فورد                                             | هنري كيسنجر                                                   |
| 1977–1980 | هودينغ كارتر الثالث       | جيمي كارتر                                              | سايرس فانس                                                    |
| 1980–1981 | ويليام ج. ديس             | جيمي كارتر                                              | إدموند موسكي                                                  |
| 1981–1982 | دين إي. فيشر              | رونالد ريغان                                            | ألكسندر هيغ                                                   |
| 1982–1985 | جون هيوز (صحفي)           | رونالد ريغان                                            | جورج شولتز                                                    |
| 1985–1986 | برنارد كالب               | رونالد ريغان                                            | جورج شولتز                                                    |
| 1986–1989 | تشارلز إي. ريدمان         | رونالد ريغان                                            | جورج شولتز                                                    |
| 1989–1992 | مارغريت د. توتويلر        | جورج بوش الأب                                           | جيمس بيكر                                                     |
| 1992–1993 | ريتشارد باوتشر (دبلوماسي) | جورج بوش الأب                                           | لورانس ايغلبرغر                                               |
| 1993–1995 | مايك ماكوري               | بيل كلينتون                                             | وارن كريستوفر                                                 |
| 1995–1997 | نيكولاس بورنس (دبلوماسي)  | بيل كلينتون                                             | وارن كريستوفر                                                 |
| 1997–2000 | جيمس روبين                | بيل كلينتون                                             | مادلين أولبرايت                                               |
| 2001–2005 | ريتشارد باوتشر (دبلوماسي) | جورج بوش الابن                                          | كولن باول                                                     |
| 2005–2009 | شون ماكورماك              | جورج بوش الابن                                          | كونداليزا رايز                                                |
| 2009-2010 | إيان س. كيللي             | باراك أوباما                                            | هيلاري كلينتون                                                |
| 2010-2011 | فيليب جي. كرولي           | باراك أوباما                                            | هيلاري كلينتون                                                |
| 2011–2013 | فيكتوريا نولاند           | باراك أوباما                                            | هيلاري كلينتون                                                |
| 2013–2015 | جينيفر بساكي              | باراك أوباما                                            | جون كيري                                                      |
| 2015      | ماري هارف                 | باراك أوباما                                            | جون كيري                                                      |
| 2015–2017 | جون كيربي                 | باراك أوباما                                            | جون كيري                                                      |
| 2017      | مارك تونر                 | دونالد ترامب                                            | ريكس تيلرسون                                                  |
| 2017–2019 | هيذر نويرت                | دونالد ترامب                                            | ريكس تيلرسون، مايك بومبيو                                     |
| 2019–2021 | مورغان أورتاغوس           | دونالد ترامب                                            | مايك بومبيو                                                   |
| 2021–2023 | نيد برايس                 | جو بايدن                                                | أنتوني بلينكن                                                 |
| 2023–2025 | ماثيو ميلر (متحدث)        | جو بايدن                                                | أنتوني بلينكن                                                 |

## وصلات خارجية
- الإحاطات الصحفية اليومية في وزارة الخارجية الأمريكية